# Spedizione di Pedir
La spedizione di Pedir fu una spedizione punitiva mossa dal governo Indie orientali olandesi contro il villaggio di Pedir tra il 1897 ed il 1898. La rivolta scoppiata localmente contro il riconoscimento dell'autorità governativa olandese, venne repressa in un anno di campagna contro i guerriglieri nativi.